# Sanderad Müller
Sanderad Müller oder Thomas Müller (* 13. Mai 1748 in Trier als Johann Thomas Albert Müller; † 14. Juni 1819 ebenda) war ein deutscher Naturforscher, Bibliothekar und Benediktiner.

## Leben
Müller war Sohn des Kaufmanns Thomas Müller. Er studierte Philosophie an der Universität Trier. Dort wurde er 1766 zum Magister graduiert. teilweise wird er als Doktor der Philosophie geführt. Anschließend widmete er sich dem Studium der Rechtswissenschaften und Theologie in Trier. Im Selbststudium widmete er sich außerdem der Geometrie, dem Zeichnen und der Architektur. Er trat 1770 in die Benediktinerabtei St. Maximin ein und erhielt den Ordensnamen Sanderad. Dort studierte er Physik, Astronomie, Ballistik und Pyrotechnik. Seine Priesterweihe erfolgte 1773.
Müller wurde 1777 zum Bibliothekar der Reichsabtei ernannt. Ihm unterlag unter anderem die Verwaltung wertvoller Handschriften. In den Jahren 1779/1780 erhielt er die Möglichkeit eine umfangreiche Studienreise nach Italien und nach Wien zu unternehmen. Ab 1782 war er neben seiner Bibliothekarstätigkeit auch als Lehrer der Mathematik an der Schule seiner Abtei tätig. Als 1794 die französischen Truppen sich Trier näherten, brachte Müller Urkunden und Handschriften der Bibliothek und des Archivs in das rechtsrheinische Gebiet, um sich vor den Franzosen in Sicherheit zu bringen. Er kam in Kontakt mit Johann Elert Bode und Alexander von Humboldt. Bei Franz Xaver von Zach an der Seeberg-Sternwarte fand er schließlich länger Aufnahme. Dieser stellte ihm die Herzogin Charlotte von Sachsen-Gotha-Altenburg vor und widmete ihm 1797 die Schrift Tabulae Motuum Solis : Novae Et Correctae Ex Theoria Gravitatis Et Observationibus Recentissimis Erutae.
Müller kehrte 1801 nach Trier zurück. Dort ließ er sich als Privatgelehrter nieder. Er wurde Mitglied der Gesellschaft für nützliche Forschungen zu Trier und dort Konservator der Altertümer. Er gilt als Wegbereiter der Denkmalpflege in Trier. Er war Ehrenmitglied der Gesellschaft Naturforschender Freunde zu Berlin.
Der Richter und Historiker Michael Franz Josef Müller war sein Bruder.

## Werke (Auswahl)
- Beschreibung und Meinung vom Vulcan Vesuv und dem Schwefelthal oder der sog. Solfatara, mit vom Verfasser selbst gestochenen und illuminirten Kupfern, Bayerhoffer, Frankfurt am Main 1785.
- Nachtgedanken über den Blendtod und die Beerdigung, Trier 1802.
- Thomas Sanderad Müllers fünf für die Weltlage von Trier nach astronomischen Gründen berechnete gnomonische Tafeln, zur leichten Verfertigung richtiger Sonnuhren, Eschermann, Trier 1802.
- Freundschaftlicher Vortrag über die Mißhandlung der Alterthümer, Kunstwerke und wissenschaftlicher Gegenstände, Trier 1808.
- Blicke auf die Enthauptungsmaschine in Hinsicht ihrer Verbesserung, Trier 1808.